# Wołanie dalekich wzgórz
Wołanie dalekich wzgórz – powieść autorstwa polskiego pisarza Wiesława Wernica z 1983 roku. 
Książka opowiada o przygodach trapera Karola Gordona. Doktor Jan, przyjaciel głównego bohatera, wyrusza wraz z nim do parku Yellowstone. Udają się tam żaglówką. Po drodze postanawiają zboczyć z trasy i spotykają wędrującego w poszukiwaniu tematów malarza Adriana Cecila Burnsa. Wraz z nim docierają nad tajemnicze jezioro, którego brzegi wcale nie są bezludne. Po zakończeniu wyprawy jego tajemnicę zachowują dla siebie.